# Миколай Бабинський
Микола́й Ількович Ба́бинський (? — до 13 березня 1673) — руський шляхтич з роду Бабинських. Зем'янин у Луцькому повіті Волинського воєводства та Овруцькому старостві Київського воєводства Речі Посполитої. Військовий діяч.

## Відомості
Миколай Бабинський, один з менших синів Іллі Бабинського. Відомо, що збудував у Бабині та Лінчині нові двори, після того як ці села зазнали спустошень під час Хмельниччини. У Селищі та Кам'яному мав у користуванні рудні. Перейшов з аріанства в католицтво, за це на нього розгнівалися батько та старший брат Іван. Відомо також, що брав участь у польсько-турецькій війні 1672—1676 років. Перед походом написав тестамент, де подбав про дружину, дітей та їх освіту і майбутнє. У разі загибелі просив поховати його в Дорогобузькому монастирі або іншому костелі. Його тестамент було зачитано в Луцьку 13 березня 1673 року.

## Сім'я
- Перший шлюб — Ганна Єловицька (вона першим шлюбом за Гієронімом-Литавором Хребтовичем-Богуринським), син — Ілля Бабинський. Після смерті батька отримав найбільший спадок.[3]
- Другий шлюб — Ганна Красносельська, сини — Петро та Олександр, дочки — Олена та Маріанна. Син Петро Миколайович Бабинський у шлюбі з Терезою Пулаською.